# Sennely
Sennely é uma comuna francesa na região administrativa do Centro, no departamento Loiret. Estende-se por uma área de 48,56 km². Em 2010 a comuna tinha 718 habitantes (densidade: 14,8 hab./km²).